# لويس إغناثيو-بينتو
لويس إغناثيو-بينتو هو قاضي وسياسي بنيني وفرنسي، ولد في 21 يونيو 1903 في بورتو نوفو في بنين، وتوفي في 24 مايو 1984 في دوردان ‏ في فرنسا. انتخب قاضي محكمة العدل الدولية ‏ (1970 – 1979) وانتخب عضو مجلس الشيوخ في الجمهورية الرابعة ‏.